# 游湧志
阿光（1975年—），本名游湧志，台灣廣播主持人、作家、旅行家、政治人物，為寶島聯播網大千電台節目《今夜，遇見小王子》主持人，該節目於2022年獲得第57屆廣播金鐘獎。

## 生平
84年入學輔仁大學宗教學系(所)在88年畢業，此後就讀世新大學社會發展研究所碩士班畢業，在學生時代便積極入社會運動。
曾擔任臺灣資本論研究會理事、反高學費行動聯盟執行長、新世代青年團發起人，爾後從體制外走入體制內，擔任國會助理，於2016年擔任台中市政府民政局長，現為台灣青年基金會董事長。
2018 年離開政壇後，專心投身心靈與相關旅遊領域，2021年開始於寶島聯播網主持節目，多次入圍廣播金鐘獎，2022年《今夜，遇見小王子》獲得第57屆廣播金鐘獎生活風格類主持人獎

## 作品列表

### 出版書籍
| 年份           | 書名                   | 作者 | 出版社 | ISBN               |
| -------------- | ---------------------- | ---- | ------ | ------------------ |
| 2022年3月26日  | 《出走，朝聖的最初》   | 阿光 | 橡樹林 | ISBN 9786269573851 |
| 2023年10月21日 | 《在故事與故事間穿越》 | 阿光 | 橡樹林 | ISBN 9786267219584 |

## 獎項

### 廣播金鐘獎
| 年份   | 獲提名         | 獎項                             | 結果 |
| ------ | -------------- | -------------------------------- | ---- |
| 2022年 | 今夜遇見小王子 | 第57屆廣播金鐘獎生活風格主持人獎 | 提名 |
| 2022年 | 今夜遇見小王子 | 第57屆廣播金鐘獎生活風格主持人獎 | 獲獎 |
| 2024年 | 今夜遇見小王子 | 第59屆廣播金鐘獎生活風格主持人獎 | 提名 |

## 外部連結
- 今夜，遇見小王子